# St. Bartholomäus (Egg an der Günz)

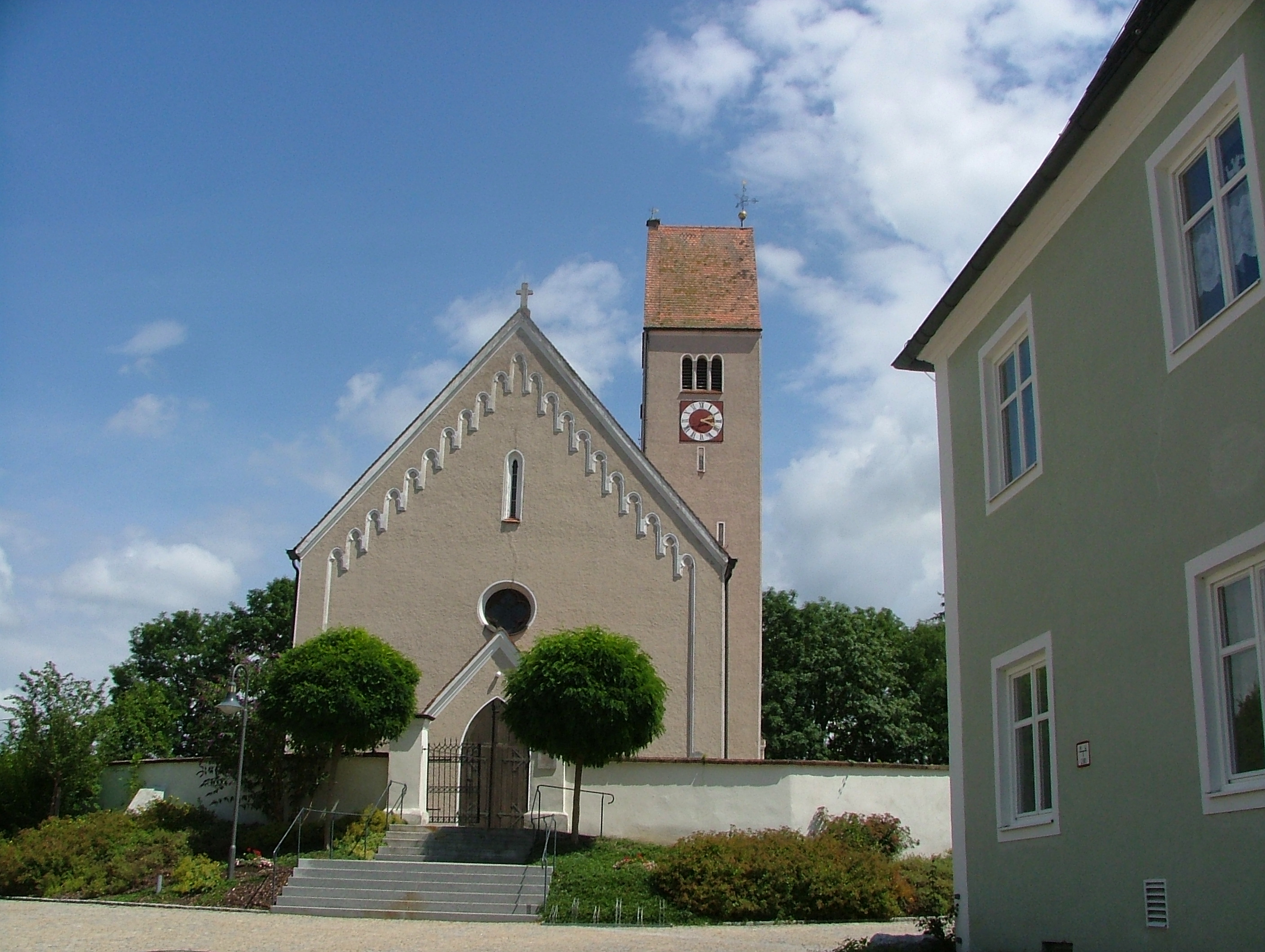
Kirche St. Bartholomäus in Egg an der Günz

Die katholische Pfarrkirche St. Bartholomäus befindet sich in Egg an der Günz im Landkreis Unterallgäu in Bayern. Die Pfarrkirche steht unter Denkmalschutz.

## Geschichte
Der Ursprung der Pfarrkirche geht auf das 15. Jahrhundert zurück. Im Jahr 1873 wurde die Kirche umgebaut und erneuert. Dieser Umbau betraf vor allem das Langhaus. Eine weitere Restaurierung fand 1956 statt.

## Baubeschreibung
Das Langhaus der Pfarrkirche verfügt über ein Flachdach und vier Fensterachsen. An dieses schließt sich der eingezogene Chor zu zwei Achsen an. Der Chor ist mit einem 5/8 Schluss geschlossen. Die Chorstirn verfügt über zwei Strebepfeiler mit Wasserschlag. In der Chorstirnwand ist ein gedrücktes Ochsenauge angebracht. Im südlichen Chorwinkel befindet sich der Kirchturm. Dieser ist ungegliedert und mit einem Satteldach gedeckt. Dreiteilige Klangarkaden befinden sich im Obergeschoss des Kirchturmes. Das Turmuntergeschoss verfügt über ein sternförmiges Gratgewölbe.

## Ausstattung

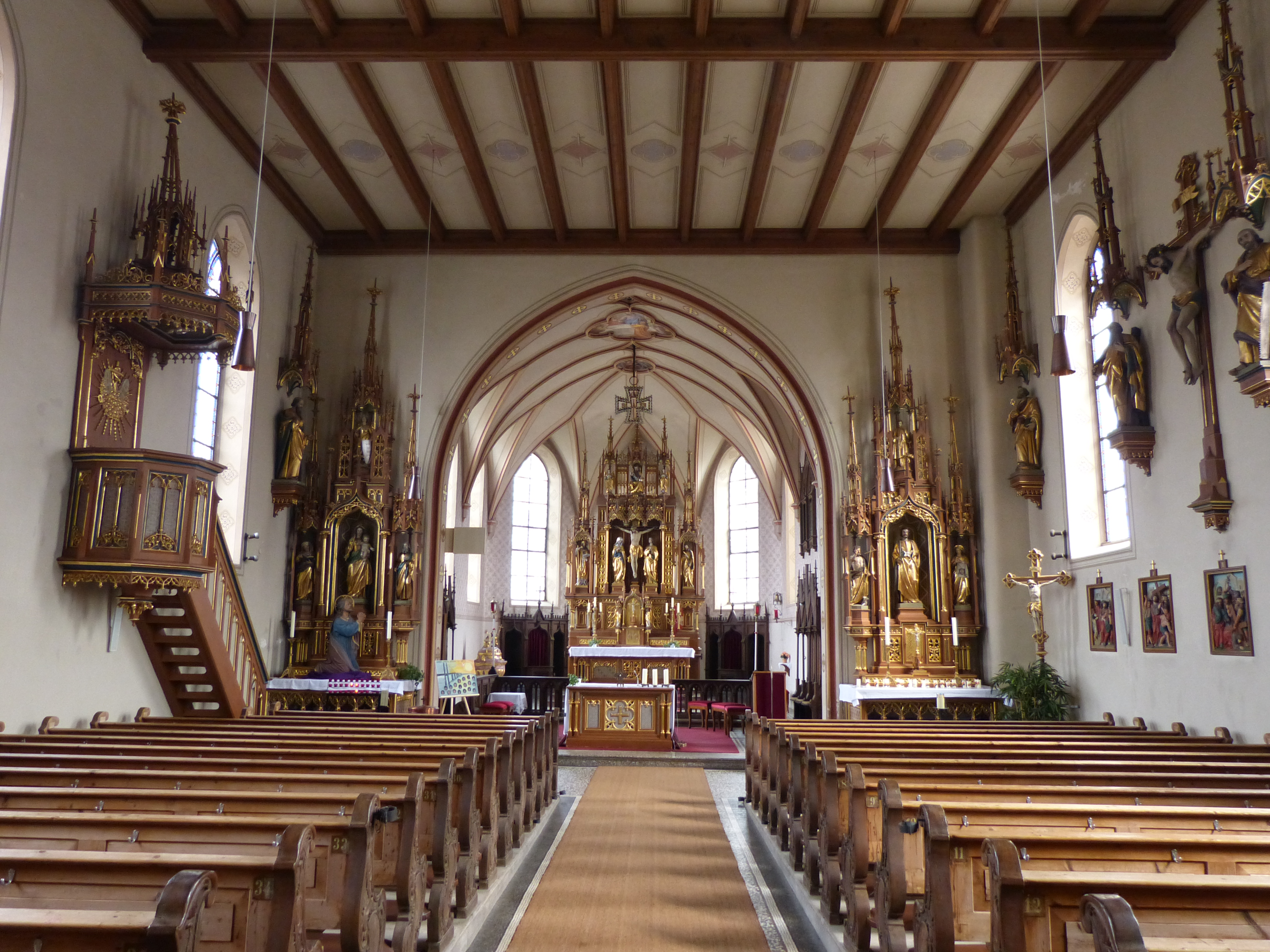
Innenansicht von St. Bartholomäus in Egg an der Günz

Der größte Teil der Ausstattung stammt aus dem Jahr 1873. Das Taufbecken ist ein marmorierter Holzaufbau und stammt aus dem Ende des 18. Jahrhunderts. Auf einem ionischen Säulenstumpf befindet sich das elliptische Taufbecken. Auf dem Deckel des Taufbeckens befindet sich die Figurengruppe der Taufe Christi. Am Chorbogen befindet sich eine Epitaphinschrift von 1698. Das Laiengestühl mit Rocaillekartuschen wurde um das Jahr 1770/80 geschaffen. Aus Solnhofener Plattenkalk ist eine Gedenktafel für die Gefallenen von 1805 bis 1815 in der Pfarrkirche angebracht.

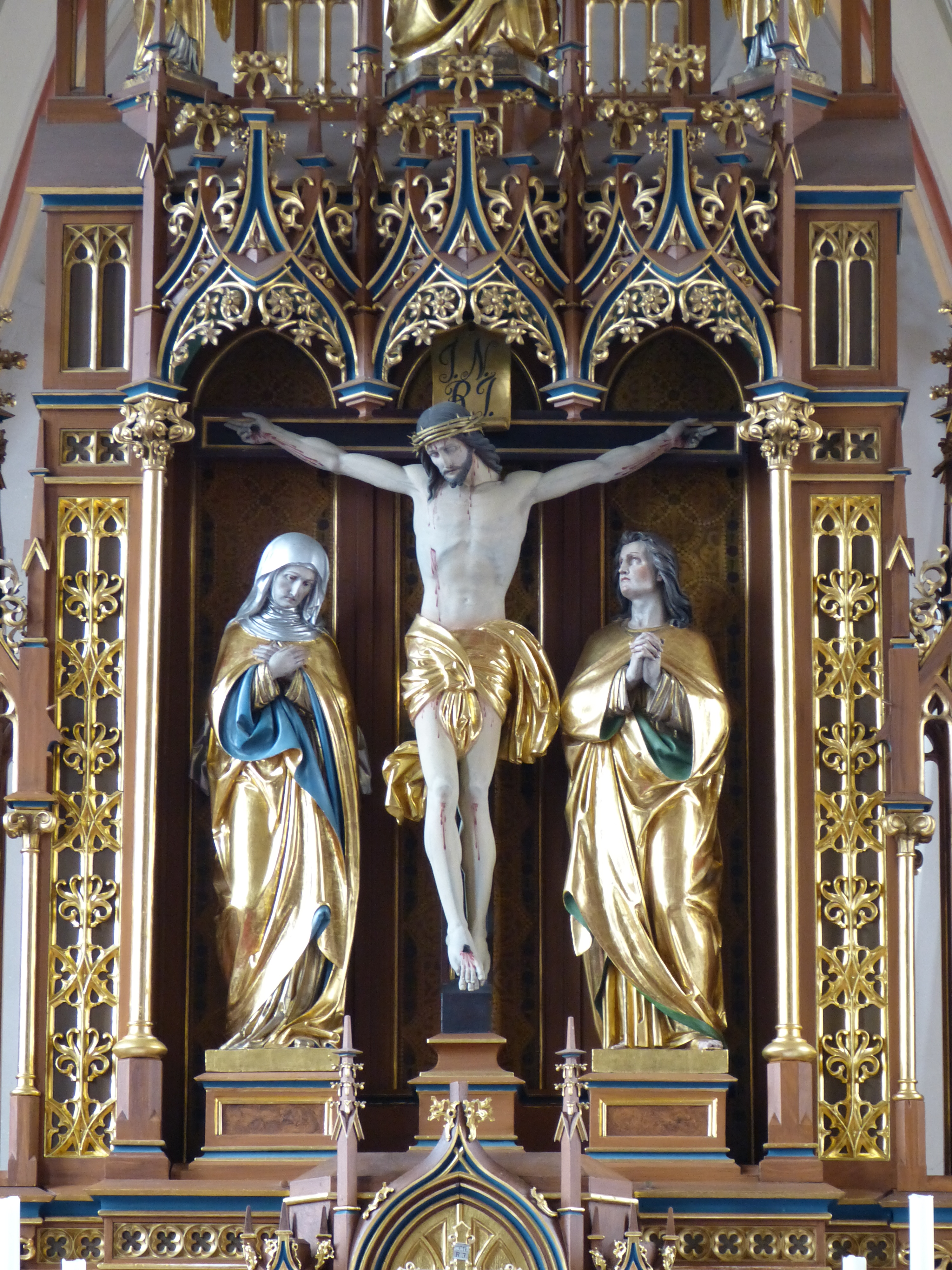
Detail des Hochaltars
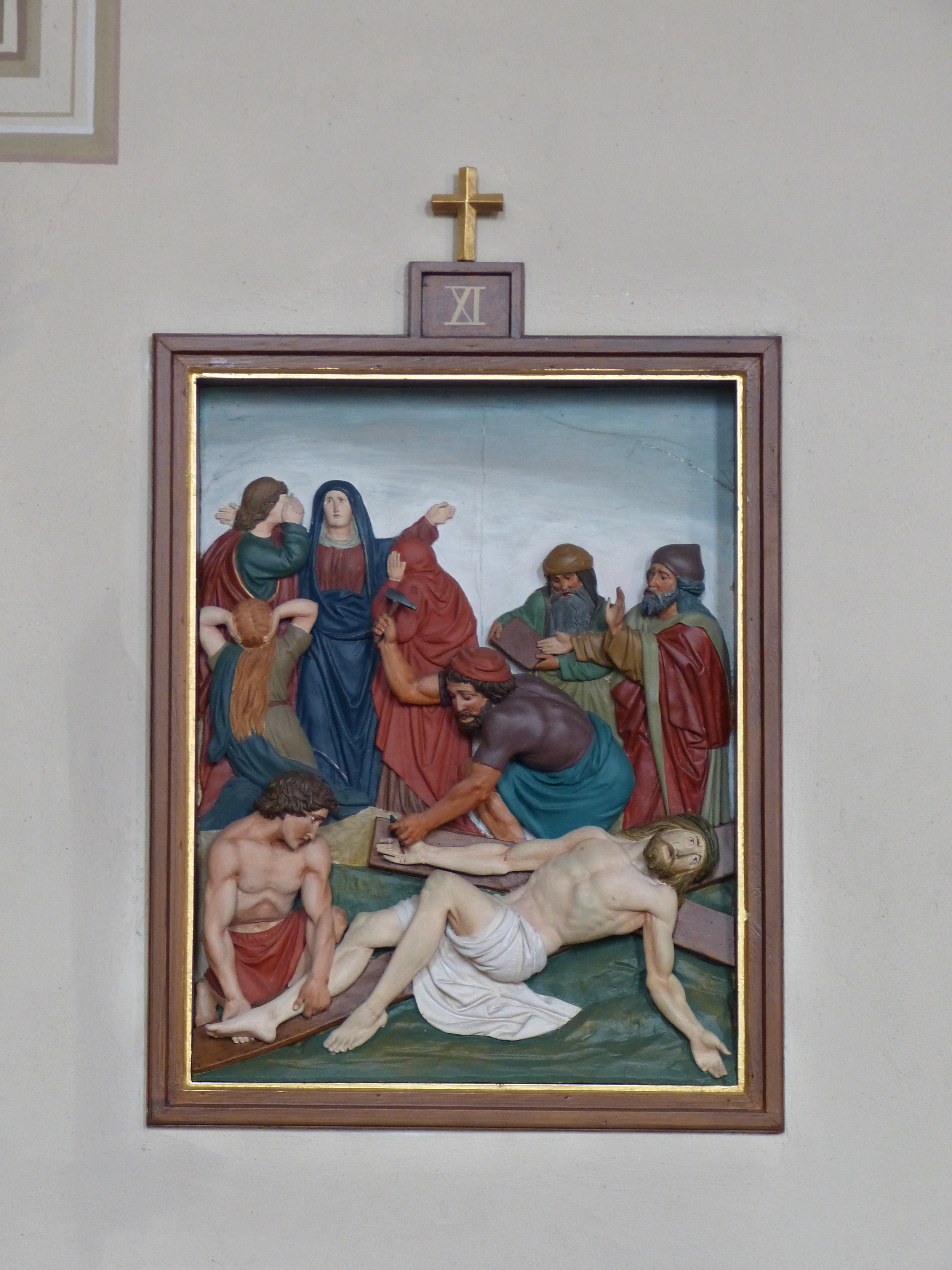
XI. Station „Jesus wird ans Kreuz geschlagen“
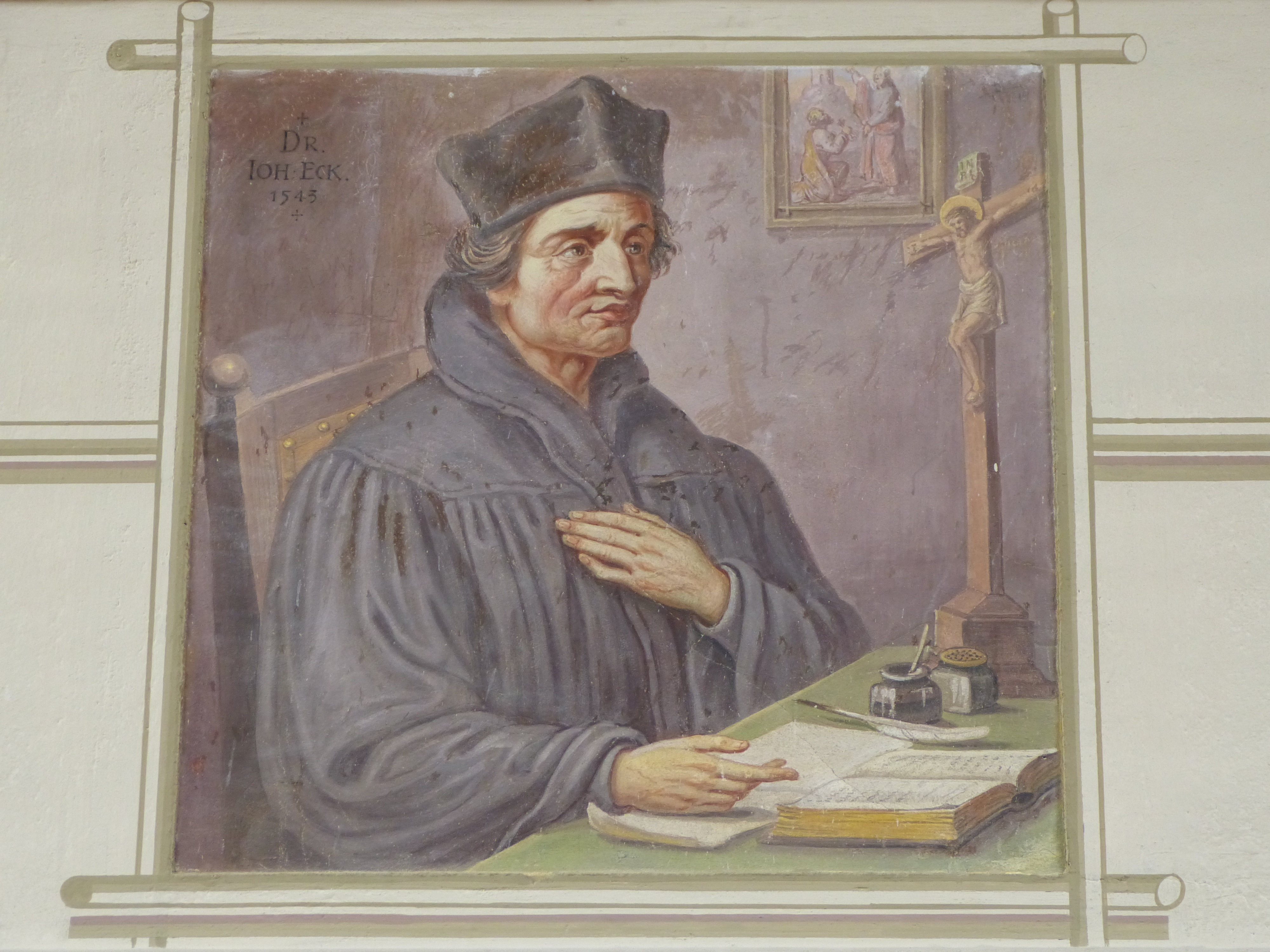
Bildnis von Dr. Johannes Eck